# كونه ريوي
قرية كونه ريوي وهي قرية تتبع مدينة الدبس وتقع في محافظة كركوك شمال العراق.
تحتوي القرية على موقع أثري وهي تقع قرب قرية قادرباغر.